# Inspire
INSPIRE – trzydziesty trzeci singel Ayumi Hamasaki, wydany 28 lipca 2004. Płyta była także sprzedawana online. Teledyski z tego singla zostały nakręcone w Los Angeles. W pierwszym tygodniu sprzedano 181 325 kopii, natomiast 329 145 kopii całościowo w Japonii, a 420 000 kopii przez wytwórnię Avex.

## Lista utworów
| CD  |                                         |                |                |      |
| Nr  | Tytuł                                   | Muzyka         | Aranżacja      | Czas |
| 1.  | "INSPIRE (Original Mix)"                | Tetsuya Yukumi | HΛL            | 4:33 |
| 2.  | "GAME (Original Mix)"                   | BOUNCEBACK     | HΛL            | 4:16 |
| 3.  | "INSPIRE (Original Mix -Instrumental-)" | Tetsuya Yukumi | HΛL            | 4:33 |
| 4.  | "GAME (Original Mix -Instrumental-)"    | BOUNCEBACK     | HΛL            | 4:16 |
| DVD |                                         |                |                |      |
| Nr  | Tytuł                                   | Muzyka         | Reżyser        | Czas |
| 1.  | "INSPIRE" (video clip)                  | Tetsuya Yukumi | Tetsuo Inoue   | 5:38 |
| 2.  | "GAME" (video clip)                     | BOUNCEBACK     | Hideaki Sunaga | 4:23 |

## Wystąpienia na żywo
- 22 lipca 2004 – AX Music – "INSPIRE"
- 23 lipca 2004 – PopJam – "GAME"
- 23 lipca 2004 – Music Station – "INSPIRE" i "GAME"
- 24 lipca 2004 – CDTV – "INSPIRE"
- 27 lipca 2004 – CDTV Special – "GAME"
- 2 sierpnia 2004 – Hey! Hey! Hey! – "INSPIRE"
- 11 sierpnia 2004 – Sokuhou Uta no Daijiten – "INSPIRE"
- 31 grudnia 2004 – CDTV Special 2004-2005 – "INSPIRE" i "GAME"